# Llista de monuments del Pla de Santa Maria
Llista de monuments del Pla de Santa Maria inclosos en l'Inventari del Patrimoni Arquitectònic Català per al municipi del Pla de Santa Maria (Alt Camp). Inclou els inscrits en el Registre de Béns Culturals d'Interès Nacional (BCIN) amb la classificació de monuments històrics, els Béns Culturals d'Interès Local (BCIL) de caràcter immoble i la resta de béns arquitectònics integrants del patrimoni cultural català.
| Monument                                                                     | Protecció    | Estil/època                     | Localització                                                                                             | Coordenades                                          | Codi?         | Imatge |
| ---------------------------------------------------------------------------- | ------------ | ------------------------------- | --- | ---------------------------------------------------- | ------------- | --- |
| Església de Sant Ramon del Pla de Santa Maria, Església vella de Santa Maria | BCIN 179-MH  | Romànic XII-XIII, XVIII         | El Pla de Santa Maria Raval de Sant Ramon                                                                | 41° 22′ 04″ N, 1° 17′ 17″ E / 41.367729°N,1.288023°E | RI-51-0001233 | Església de Sant Ramon del Pla de Santa Maria · Vegeu més fotos d'aquest monument · Carregueu una nova foto d'aquest monument                |
| Portals fortificats del carrer Major                                         | BCIN 1864-MH | Gòtic-renaixement XVII          | El Pla de Santa Maria C. Major, 1 - c.Major, 56                                                          | 41° 21′ 47″ N, 1° 17′ 25″ E / 41.362924°N,1.290152°E | RI-51-0006678 | Portals fortificats del carrer Major (el Pla de Santa Maria) · Vegeu més fotos d'aquest monument · Carregueu una nova foto d'aquest monument |
| Arcs del carrer del Roser                                                    | BCIL 1985    | Obra popular XVII-XVIII         | El Pla de Santa Maria C. del Roser, 8                                                                    | 41° 21′ 53″ N, 1° 17′ 21″ E / 41.364738°N,1.289132°E | IPA-2293      | Arcs del carrer del Roser (el Pla de Santa Maria) · Vegeu més fotos d'aquest monument · Carregueu una nova foto d'aquest monument            |
| Arcs del carrer de la Trinitat                                               | BCIL 1982    | Obra popular XVIII              | El Pla de Santa Maria C. Trinitat, 2                                                                     | 41° 21′ 53″ N, 1° 17′ 19″ E / 41.364779°N,1.288620°E | IPA-2294      | Arcs del carrer de la Trinitat (el Pla de Santa Maria) · Vegeu més fotos d'aquest monument · Carregueu una nova foto d'aquest monument       |
| Església parroquial de Santa Maria                                           | BCIL 1982    | Barroc XVIII                    | El Pla de Santa Maria Pl. de l'Església, 1                                                               | 41° 21′ 50″ N, 1° 17′ 24″ E / 41.363844°N,1.289932°E | IPA-2295      | Església parroquial de Santa Maria (el Pla de Santa Maria) · Vegeu més fotos d'aquest monument · Carregueu una nova foto d'aquest monument   |
| Casa de la Marquesa                                                          | BCIL 1985    | Barroc XVII-XVIII               | El Pla de Santa Maria C. Major, 27                                                                       | 41° 21′ 49″ N, 1° 17′ 22″ E / 41.363680°N,1.289326°E | IPA-2296      | Casa de la Marquesa (el Pla de Santa Maria) · Vegeu més fotos d'aquest monument · Carregueu una nova foto d'aquest monument                  |
| Casa Llovereta                                                               | BCIL 1985    | Obra popular, barroc XVII-XVIII | El Pla de Santa Maria C. Major, 14                                                                       | 41° 21′ 48″ N, 1° 17′ 23″ E / 41.363350°N,1.289767°E | IPA-2297      | Casa Llovereta (el Pla de Santa Maria) · Vegeu més fotos d'aquest monument · Carregueu una nova foto d'aquest monument                       |
| Casa Saperes, Xalet del Mam                                                  | BCIL 1985    | XX                              | El Pla de Santa Maria C. Sindicat, 6                                                                     | 41° 21′ 44″ N, 1° 17′ 30″ E / 41.362088°N,1.291626°E | IPA-2298      | Casa Saperes (el Pla de Santa Maria) · Vegeu més fotos d'aquest monument · Carregueu una nova foto d'aquest monument                         |
| Casa Mitger                                                                  | BCIL 1985    | XVII-XVIII                      | El Pla de Santa Maria C. Major, 7                                                                        | 41° 21′ 48″ N, 1° 17′ 23″ E / 41.363268°N,1.289695°E | IPA-2299      | Casa Mitger (el Pla de Santa Maria) · Vegeu més fotos d'aquest monument · Carregueu una nova foto d'aquest monument                          |
| Habitatge al carrer Major, 31                                                |              | Historicisme XIX                | El Pla de Santa Maria C. Major 31                                                                        | 41° 21′ 50″ N, 1° 17′ 21″ E / 41.363870°N,1.289212°E | IPA-2300      | Habitatge al carrer Major, 31 (el Pla de Santa Maria) · Vegeu més fotos d'aquest monument · Carregueu una nova foto d'aquest monument        |
| Casa de la Fàbrica, Casa Single                                              | BCIL 1985    | Modernisme XX                   | El Pla de Santa Maria Pg. del Pla, 2                                                                     | 41° 21′ 52″ N, 1° 17′ 30″ E / 41.364406°N,1.291790°E | IPA-2301      | Casa de la Fàbrica (el Pla de Santa Maria) · Vegeu més fotos d'aquest monument · Carregueu una nova foto d'aquest monument                   |
| Grup d'habitatges de la fàbrica                                              | BCIL 1982    | XX (1914)                       | El Pla de Santa Maria Av. de Gaudí - c. Vista Alegre                                                     | 41° 21′ 52″ N, 1° 17′ 39″ E / 41.364374°N,1.294188°E | IPA-2302      | Grup d'habitatges de la fàbrica (el Pla de Santa Maria) · Vegeu més fotos d'aquest monument · Carregueu una nova foto d'aquest monument      |
| Celler del Sindicat Agrícola                                                 | BCIL 1982    | Noucentisme XX (1917)           | El Pla de Santa Maria C. del Sindicat                                                                    | 41° 21′ 56″ N, 1° 17′ 30″ E / 41.365589°N,1.291631°E | IPA-2303      | Celler del Sindicat Agrícola (el Pla de Santa Maria) · Vegeu més fotos d'aquest monument · Carregueu una nova foto d'aquest monument         |
| Torre del Pitxó, Torre del Pitxú                                             |              |                                 | El Pla de Santa Maria A 2,5 km al sud del nucli urbà, camí Stes. Creus al costat del c. dels Muntanyesos | 41° 20′ 36″ N, 1° 19′ 28″ E / 41.343307°N,1.324545°E | IPA-30520     | Carregueu una nova foto d'aquest monument |
| Barraca I del camí del Corral del Fortuny                                    |              | Obra popular                    | El Pla de Santa Maria Camí del Corral del Fortuny                                                        |                                                      | IPA-37279     | Carregueu una nova foto d'aquest monument |
| Barraca II del camí del Corral del Fortuny                                   |              | Obra popular                    | El Pla de Santa Maria Camí del Corral del Fortuny                                                        |                                                      | IPA-37282     | Carregueu una nova foto d'aquest monument |
| Barraca III del camí del Corral del Fortuny                                  |              | Obra popular                    | El Pla de Santa Maria Camí del Corral del Fortuny                                                        |                                                      | IPA-37285     | Carregueu una nova foto d'aquest monument |
| Barraca IV del camí del Corral del Fortuny                                   |              | Obra popular                    | El Pla de Santa Maria Camí del Corral del fortuny                                                        |                                                      | IPA-37287     | Carregueu una nova foto d'aquest monument |
| Barraca V del camí del Corral del Fortuny                                    |              | Obra popular                    | El Pla de Santa Maria Camí del Corral del Fortuny                                                        |                                                      | IPA-37288     | Carregueu una nova foto d'aquest monument |
| Barraca VI del camí del Corral del Fortuny                                   |              | Obra popular                    | El Pla de Santa Maria Camí del Corral del Fortuny                                                        |                                                      | IPA-37289     | Carregueu una nova foto d'aquest monument |
| Barraca VII del camí del Corral del Fortuny                                  |              | Obra popular                    | El Pla de Santa Maria Camí del Corral del Fortuny                                                        |                                                      | IPA-37290     | Carregueu una nova foto d'aquest monument |
| Barraca VIII del camí del Corral del Fortuny                                 |              | Obra popular                    | El Pla de Santa Maria Camí del Corral del Fortuny                                                        |                                                      | IPA-37292     | Carregueu una nova foto d'aquest monument |
| Barraca IX del camí del Corral del Fortuny                                   |              | Obra popular                    | El Pla de Santa Maria Camí del Corral del Fortuny                                                        |                                                      | IPA-37293     | Carregueu una nova foto d'aquest monument |
| Barraca X del camí del Corral del Fortuny                                    |              | Obra popular                    | El Pla de Santa Maria Camí del Corral del Fortuny                                                        |                                                      | IPA-37294     | Carregueu una nova foto d'aquest monument |
| Barraca XI del camí del Corral del Fortuny                                   |              | Obra popular                    | El Pla de Santa Maria Camí del Corral del Fortuny                                                        |                                                      | IPA-37297     | Carregueu una nova foto d'aquest monument |
| Barraca XII del camí del Corral del Fortuny                                  |              | Obra popular                    | El Pla de Santa Maria Camí del Corral del Fortuny                                                        |                                                      | IPA-37298     | Carregueu una nova foto d'aquest monument |
| Barraca XIII del camí del Corral del Fortuny                                 |              | Obra popular                    | El Pla de Santa Maria Camí del Corral del Fortuny                                                        |                                                      | IPA-37300     | Carregueu una nova foto d'aquest monument |
| Barraca XIV del camí del Corral del Fortuny                                  |              | Obra popular                    | El Pla de Santa Maria Camí del Corral del Fortuny                                                        |                                                      | IPA-37301     | Carregueu una nova foto d'aquest monument |
| Barraca XV del camí del Corral del Fortuny                                   |              | Obra popular                    | El Pla de Santa Maria Camí del Corral del Fortuny                                                        |                                                      | IPA-37302     | Carregueu una nova foto d'aquest monument |
| Barraca XVI del camí del Corral del Fortuny                                  |              | Obra popular                    | El Pla de Santa Maria Camí del Corral del Fortuny                                                        |                                                      | IPA-37304     | Carregueu una nova foto d'aquest monument |
| Barraca XVII del camí del Corral del Fortuny                                 |              | Obra popular                    | El Pla de Santa Maria Camí del Corral del Fortuny                                                        |                                                      | IPA-37305     | Carregueu una nova foto d'aquest monument |
| Barraca XVIII del camí del Corral del Fortuny                                |              | Obra popular                    | El Pla de Santa Maria Camí del Corral del Fortuny                                                        |                                                      | IPA-37306     | Carregueu una nova foto d'aquest monument |
| Barraca XIX del camí del Corral del Fortuny                                  |              | Obra popular                    | El Pla de Santa Maria Camí del Corral del Fortuny                                                        |                                                      | IPA-37308     | Carregueu una nova foto d'aquest monument |
| Barraca XX del camí del Corral del Fortuny                                   |              | Obra popular                    | El Pla de Santa Maria Camí del Corral del Fortuny                                                        |                                                      | IPA-37311     | Carregueu una nova foto d'aquest monument |
| Barraca XXI del camí del Corral del Fortuny                                  |              | Obra popular                    | El Pla de Santa Maria Camí del Corral del Fortuny                                                        |                                                      | IPA-37313     | Carregueu una nova foto d'aquest monument |
| Barraca XXII del camí del Corral del Fortuny                                 |              | Obra popular                    | El Pla de Santa Maria Camí del Corral del Fortuny                                                        |                                                      | IPA-37316     | Carregueu una nova foto d'aquest monument |
| Barraca XXIII del camí del Corral del Fortuny                                |              | Obra popular                    | El Pla de Santa Maria Camí del Corral del Fortuny                                                        |                                                      | IPA-37317     | Carregueu una nova foto d'aquest monument |
| Barraca XXIV del camí del Corral del Fortuny                                 |              | Obra popular                    | El Pla de Santa Maria Camí del Corral del Fortuny                                                        |                                                      | IPA-37319     | Carregueu una nova foto d'aquest monument |
| Barraca I del camí del Mas Roig                                              |              | Obra popular                    | El Pla de Santa Maria Camí del Mas Roig                                                                  |                                                      | IPA-37322     | Carregueu una nova foto d'aquest monument |
| Barraca II del camí del Mas Roig                                             |              | Obra popular                    | El Pla de Santa Maria Camí del Mas Roig                                                                  |                                                      | IPA-37326     | Carregueu una nova foto d'aquest monument |
| Barraca III del camí del Mas Roig                                            |              | Obra popular                    | El Pla de Santa Maria Camí del Mas Roig                                                                  |                                                      | IPA-37327     | Carregueu una nova foto d'aquest monument |
| Barraca IV del camí del Mas Roig                                             |              | Obra popular                    | El Pla de Santa Maria Camí del Mas Roig                                                                  |                                                      | IPA-37329     | Carregueu una nova foto d'aquest monument |
| Barraca V del camí del Mas Roig                                              |              | Obra popular                    | El Pla de Santa Maria Camí del Mas Roig                                                                  |                                                      | IPA-37331     | Carregueu una nova foto d'aquest monument |
| Barraca VI del camí del Mas Roig                                             |              | Obra popular                    | El Pla de Santa Maria Camí del Mas Roig                                                                  |                                                      | IPA-37333     | Carregueu una nova foto d'aquest monument |
| Barraca VII del camí del Mas Roig                                            |              | Obra popular                    | El Pla de Santa Maria Camí del Mas Roig                                                                  |                                                      | IPA-37334     | Carregueu una nova foto d'aquest monument |
| Barraca VIII del camí del Mas Roig                                           |              | Obra popular                    | El Pla de Santa Maria Camí del Mas Roig                                                                  |                                                      | IPA-37337     | Carregueu una nova foto d'aquest monument |
| Barraca IX del camí del Mas Roig                                             |              | Obra popular                    | El Pla de Santa Maria Camí del Mas Roig                                                                  |                                                      | IPA-37340     | Carregueu una nova foto d'aquest monument |
| Barraca X del camí del Mas Roig                                              |              | Obra popular                    | El Pla de Santa Maria Camí del Mas Roig                                                                  |                                                      | IPA-37342     | Carregueu una nova foto d'aquest monument |
| Barraca XI del camí del Mas Roig                                             |              | Obra popular                    | El Pla de Santa Maria Camí del Mas Roig                                                                  |                                                      | IPA-37345     | Carregueu una nova foto d'aquest monument |
| Barraca XII del camí del Mas Roig                                            |              | Obra popular                    | El Pla de Santa Maria Prop del Mas Roig                                                                  |                                                      | IPA-37346     | Carregueu una nova foto d'aquest monument |
| Barraca XIII del camí del Mas Roig                                           |              | Obra popular                    | El Pla de Santa Maria Camí del Mas Roig                                                                  |                                                      | IPA-37348     | Carregueu una nova foto d'aquest monument |
| Barraca I del camí del Masot                                                 |              | Obra popular                    | El Pla de Santa Maria Camí del Masot                                                                     |                                                      | IPA-37349     | Carregueu una nova foto d'aquest monument |
| Barraca geminada, barraca II                                                 |              | Obra popular                    | El Pla de Santa Maria Camí del Masot                                                                     |                                                      | IPA-37351     | Carregueu una nova foto d'aquest monument |
| Barraca III del camí del Masot                                               |              | Obra popular                    | El Pla de Santa Maria Camí del Masot                                                                     |                                                      | IPA-37354     | Carregueu una nova foto d'aquest monument |
| Barraca IV del camí del Masot                                                |              | Obra popular                    | El Pla de Santa Maria Camí del Masot                                                                     |                                                      | IPA-37355     | Carregueu una nova foto d'aquest monument |
| Barraca V del camí del Masot                                                 |              | Obra popular                    | El Pla de Santa Maria Camí del Masot                                                                     |                                                      | IPA-37357     | Carregueu una nova foto d'aquest monument |
| Barraca del Sabatés                                                          |              | Obra popular                    | El Pla de Santa Maria Camí del Pla del Santes Creus                                                      |                                                      | IPA-37359     | Carregueu una nova foto d'aquest monument |
| Barraca del Cussinyola                                                       |              | Obra popular                    | El Pla de Santa Maria Camí del Pla a Santes Creus                                                        |                                                      | IPA-37362     | Carregueu una nova foto d'aquest monument |
| Barraca IV del camí dels Muntanyesos                                         |              | Obra popular                    | El Pla de Santa Maria Camí dels Muntanyesos                                                              |                                                      | IPA-37364     | Carregueu una nova foto d'aquest monument |
| Barraca de les Creus, barraca V                                              |              | Obra popular                    | El Pla de Santa Maria Camí dels Muntanyesos                                                              |                                                      | IPA-37366     | Carregueu una nova foto d'aquest monument |
| Barraca VI del camí dels Muntanyesos                                         |              | Obra popular                    | El Pla de Santa Maria Camí dels Muntanyesos                                                              |                                                      | IPA-37367     | Carregueu una nova foto d'aquest monument |
| Barraca VII del camí dels Muntanyesos                                        |              | Obra popular                    | El Pla de Santa Maria Camí dels Muntanyesos                                                              |                                                      | IPA-37369     | Carregueu una nova foto d'aquest monument |
| Pou cobert                                                                   |              | Obra popular                    | El Pla de Santa Maria Desviament del Camí dels Muntanyesos                                               |                                                      | IPA-37370     | Carregueu una nova foto d'aquest monument |
| Barraca IX del camí dels Muntanyesos                                         |              | Obra popular                    | El Pla de Santa Maria Camí dels Muntanyesos                                                              |                                                      | IPA-37374     | Carregueu una nova foto d'aquest monument |
| Barraca X del camí dels Muntanyesos                                          |              | Obra popular                    | El Pla de Santa Maria Camí dels Muntanyesos                                                              |                                                      | IPA-37377     | Carregueu una nova foto d'aquest monument |
| Barraca d'en Martorell, barraca XI                                           |              | Obra popular                    | El Pla de Santa Maria Camí dels Muntanyesos                                                              |                                                      | IPA-37380     | Carregueu una nova foto d'aquest monument |
| Barraca del Fontanals, barraca XII                                           |              | Obra popular                    | El Pla de Santa Maria Camí dels Muntanyesos                                                              |                                                      | IPA-37381     | Carregueu una nova foto d'aquest monument |
| Barraca XIII del camí dels Muntanyesos                                       |              | Obra popular                    | El Pla de Santa Maria Camí dels Muntanyesos                                                              |                                                      | IPA-37383     | Carregueu una nova foto d'aquest monument |
| Barraca de l'Estrada, barraca XIV                                            |              | Obra popular                    | El Pla de Santa Maria Camí dels Muntanyesos                                                              |                                                      | IPA-37384     | Carregueu una nova foto d'aquest monument |
| Cossiol del Soleta                                                           |              | Obra popular                    | El Pla de Santa Maria Camí dels Muntanyesos                                                              | 41° 21′ 24″ N, 1° 20′ 26″ E / 41.35662°N,1.34043°E   | IPA-37387     | Carregueu una nova foto d'aquest monument |
| Cossiol de la Capona                                                         |              | Obra popular                    | El Pla de Santa Maria Camí del Mas de la Capona                                                          | 41° 21′ 29″ N, 1° 20′ 46″ E / 41.35797°N,1.34621°E   | IPA-37395     | Carregueu una nova foto d'aquest monument |
| Barraca XV del camí dels Muntanyesos                                         |              | Obra popular                    | El Pla de Santa Maria Camí dels Muntanyesos                                                              |                                                      | IPA-37386     | Carregueu una nova foto d'aquest monument |
| Barraca del Grauet I                                                         |              | Obra popular                    | El Pla de Santa Maria Camí dels Muntanyesos, Ruta de la Capona                                           | 41° 21′ 29″ N, 1° 20′ 36″ E / 41.358012°N,1.343236°E | IPA-37389     | Carregueu una nova foto d'aquest monument |
| Era de la Capona                                                             |              | Obra popular                    | El Pla de Santa Maria Camí dels Muntanyesos (cruïlla), Ruta de la Capona                                 | 41° 21′ 36″ N, 1° 20′ 43″ E / 41.36009°N,1.34536°E   | IPA-37392     | Carregueu una nova foto d'aquest monument |
| Barraca d'en Sans I                                                          |              | Obra popular                    | El Pla de Santa Maria Camí dels Muntanyesos                                                              | 41° 21′ 05″ N, 1° 19′ 47″ E / 41.35125°N,1.32966°E   | IPA-37393     | Carregueu una nova foto d'aquest monument |
| Barraca d'en Sans II                                                         |              | Obra popular                    | El Pla de Santa Maria Camí dels Muntanyesos                                                              | 41° 21′ 00″ N, 1° 19′ 43″ E / 41.34994°N,1.32860°E   | IPA-37394     | Carregueu una nova foto d'aquest monument |
| Barraca de la Capona                                                         |              | Obra popular                    | El Pla de Santa Maria Camí del Mas de la Capona, Ruta de la Capona                                       | 41° 21′ 30″ N, 1° 20′ 43″ E / 41.358269°N,1.345363°E | IPA-37398     | Carregueu una nova foto d'aquest monument |
| Barraca XXIV                                                                 |              | Obra popular                    | El Pla de Santa Maria Camí del Mas de la Capona                                                          | 41° 21′ 30″ N, 1° 20′ 43″ E / 41.35827°N,1.34535°E   | IPA-37400     | Carregueu una nova foto d'aquest monument |
| Barraca de l'Augé                                                            |              | Obra popular                    | El Pla de Santa Maria Ruta del Cister, Ruta de la Capona                                                 | 41° 21′ 25″ N, 1° 20′ 36″ E / 41.356848°N,1.343317°E | IPA-37401     | Carregueu una nova foto d'aquest monument |
| Barraca II de la zona del Mas de la Fam                                      |              | Obra popular                    | El Pla de Santa Maria Zona del Mas de la Fam                                                             | 41° 19′ 26″ N, 1° 19′ 03″ E / 41.32396°N,1.31743°E   | IPA-37402     | Carregueu una nova foto d'aquest monument |
| Barraca III de la zona del Mas de la Fam                                     |              | Obra popular                    | El Pla de Santa Maria Zona del Mas de la Fam                                                             |                                                      | IPA-37403     | Carregueu una nova foto d'aquest monument |
| Barraca IV de la zona del Mas de la Fam                                      |              | Obra popular                    | El Pla de Santa Maria Zona del Mas de la Fam                                                             |                                                      | IPA-37407     | Carregueu una nova foto d'aquest monument |
| Barraca V de la zona del Mas de la Fam                                       |              | Obra popular                    | El Pla de Santa Maria Zona del Mas de la Fam                                                             |                                                      | IPA-37411     | Carregueu una nova foto d'aquest monument |
| Barraca VI de la zona del Mas de la Fam                                      |              | Obra popular                    | El Pla de Santa Maria Zona Mas de la Fam                                                                 |                                                      | IPA-37418     | Carregueu una nova foto d'aquest monument |
| Barraca VII de la zona del Mas de la Fam                                     |              | Obra popular                    | El Pla de Santa Maria Zona del Mas de la Fam                                                             |                                                      | IPA-37421     | Carregueu una nova foto d'aquest monument |
| Barraca VIII de la zona del Mas de la Fam                                    |              | Obra popular                    | El Pla de Santa Maria Zona del Mas de la Fam                                                             |                                                      | IPA-37425     | Carregueu una nova foto d'aquest monument |
| Fàbrica Martí Llopart i Trenchs                                              | BCIL 2011    | Modernisme XX                   | El Pla de Santa Maria Pg. del Pla                                                                        | 41° 21′ 51″ N, 1° 17′ 33″ E / 41.364215°N,1.292438°E | IPA-40283     | Carregueu una nova foto d'aquest monument |
| Ermita de Sant Ramon                                                         | BCIL 1985    | Gòtic XVI-XVII                  | El Pla de Santa Maria Camí de Sant Ramon                                                                 | 41° 22′ 40″ N, 1° 16′ 34″ E / 41.37786°N,1.27615°E   | IPA-45098     | Carregueu una nova foto d'aquest monument |
| Creu de Sant Isidre                                                          |              |                                 | El Pla de Santa Maria Pl. Jacint Verdaguer                                                               | 41° 21′ 47″ N, 1° 17′ 26″ E / 41.36303°N,1.29052°E   | IPA-52899     | Carregueu una nova foto d'aquest monument |

Nota: La Ruta de la Capona consta d'11 elements de pedra seca (dp).